# Grancia benedettina di Sanguigna
La Grancia benedettina di Sanguigna è un edificio dalle forme rinascimentali, situato nei pressi della chiesa di Sanguigna, in provincia di Parma.

## Storia
Un primo edificio a corte, viene menzionato assieme alla vicina chiesa di San Salvatore in una bolla di papa Lucio II del 17 marzo 1144 come Ecclesiam S. Salvatoris de Sanguineo cum castro et curte. Le forme odierne della grancia risalgono al periodo tra la fine del '400 e l'inizio del '500.
La grancia come la chiesa di San Salvatore appartennero all'abbazia di San Giovanni Evangelista di Parma fino al 1810 quando, con la soppressione degli ordini religiosi voluta da Napoleone, fu alienata divenendo di proprietà privata.
Si trattava di un'azienda agricola, dipendente dal monastero, che aveva una propria gestione autonoma. La tenuta appartenente al complesso ammontava a 786 biolche di terreno suddivise in sette poderi: San Benedetto, San Bertoldo, San Raimondo, Santa Chiara. San Romualdo, San Bertulfo e Sant'Anselmo; ognuno dei quali dotato di abitazioni, stalle e caseificio.

## Descrizione

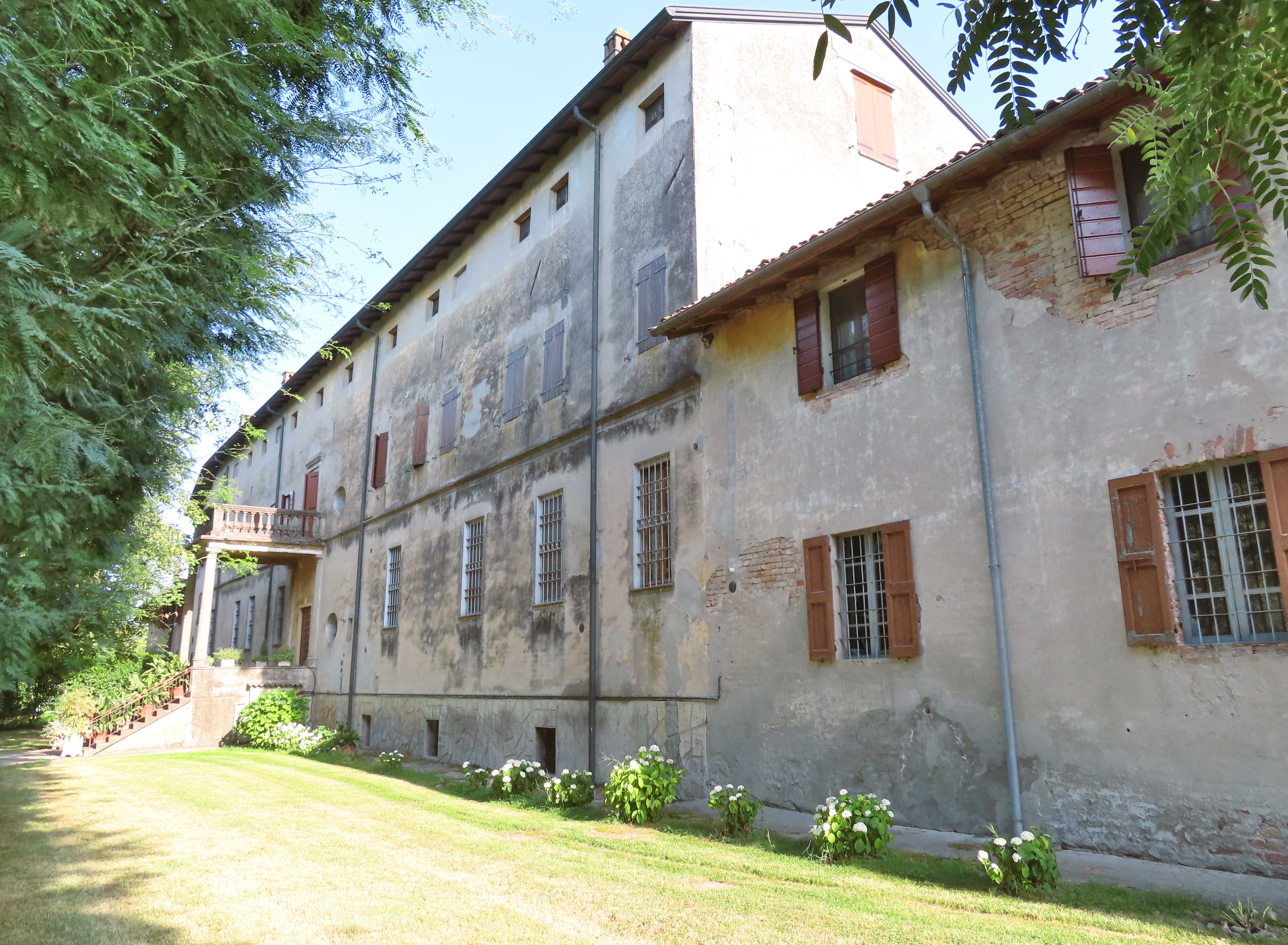
Villa padronale

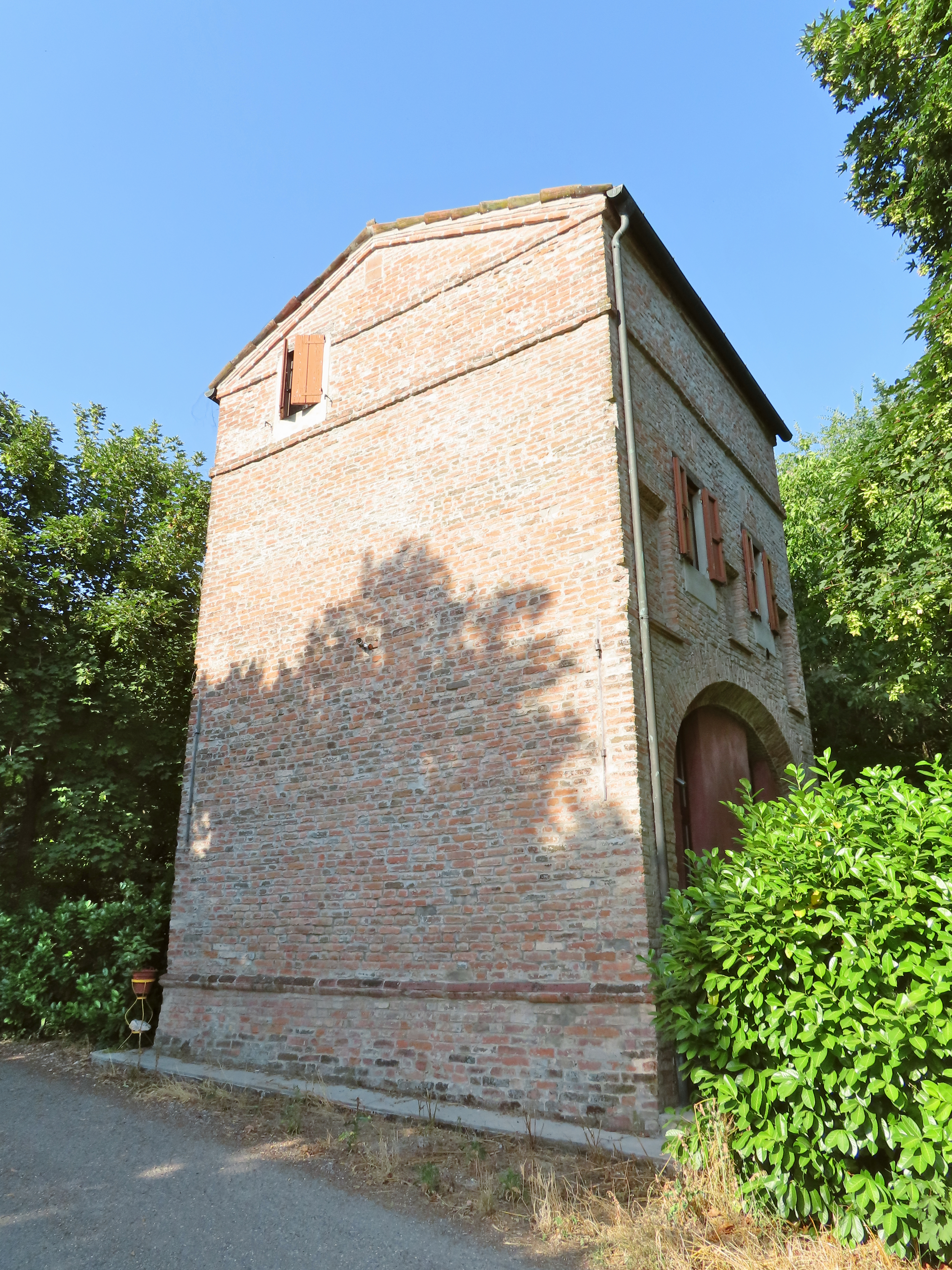
Antica torre d'ingresso

L'edificio si innalza su due livelli sviluppandosi sui tre lati di un cortile interno lastricato in mattoni in cotto.
Sul lato interno dei tre corpi in cui si articola della struttura si aprono dei loggiati al piano terreno, la parte centrale dell'edificio è più elevata rispetto alle due ali laterali.
La grancia risale al periodo tra la fine del XV e l’inizio del XVI secolo. Il lato a sinistra della chiesa di San Salvatore è quello che meglio conserva i tratti originali. Il corpo finale con portici e loggiati e l'ulteriore appendice che costituiscono la villa padronale della tenuta risalgono al XVII-XVIII secolo. Nella parete che si affaccia verso l'esterno esso presenta una scarpa corniciata e una scala sovrastata da un piccolo balcone. All'interno sono tuttora presenti un lungo corridoio con le celle laterali e la cucina. Vi si trova anche una piccola cappella sulle cui volte sono presenti decorazioni di gusto bibienesco. Un tempo il fabbricato era circondato e protetto da un fossato.
Antistante al complesso, sulla strada d'ingresso è posizionata una torre oggi utilizzata come magazzino, che un tempo dotata di ponte levatoio dava accesso alla corte. In alcuni punti è ancora presente la cornice originaria ad ovuli in terracotta. È sovrastata da un tetto a capanna e alla base presenta una scarpa sormontata da cornice a toro.